# Fender Super Reverb
Model Fender Super Reverb je gitarsko cijevno pojačalo koje je Fender proizvodio od 1963. – 1982. godine. U osnovi to je model Fender Super pojačalo s ugrađenim efektima reverb i vibrata, a predstavljen u dva različita dizajna koji se razlikuju samo po boji kontrolne ploče. Od 1963. – 1967. godine modeli Super Reverb su izrađeni u crnoj blackface verziji, a od 1968. do prestanka proizvodnje 1982. godine modeli su proizvedeni u svijetloj silverface verziji.

## Karakteristike
| Fender Blackface Super Reverb | Fender Blackface Super Reverb          |
| ----------------------------- | -------------------------------------- |
| Elektronički krug             | AA763, AB763                           |
| Cijevi u pojačalu             | 2 x 6L6GC                              |
| Cijevi u pretpojačalu         | 7025.                                  |
| Dostupan                      | kombo                                  |
| Efektivna snaga               | 40 W                                   |
| Efekti                        | reverb i tremolo                       |
| Kanali                        | - - -                                  |
| Zvučnik                       | 4 x 10", otpora 2 Ω, model Jensen C10R |
| Ispravljač                    | cijev GZ34                             |

| Fender Silverface Super Reverb | Fender Silverface Super Reverb             |
| ------------------------------ | ------------------------------------------ |
| Elektronički krug              | AB763, AB568, AB569, AA1069, AA270, AA1070 |
| Cijevi u pojačalu              | 2 x 6L6GC                                  |
| Cijevi u pretpojačalu          | 7025                                       |
| Dostupan                       | kombo                                      |
| Efektivna snaga                | 40 ili 70 W                                |
| Efekti                         | reverb i tremolo                           |
| Kanali                         | - - -                                      |
| Zvučnik                        | 4 x 10", otpora 2 Ω, model Oxford 10L6     |
| Ispravljač                     | cijev 5U4GB                                |

## Fender Super Six Reverb
Model Fender Super Six Reverb je gitarsko cijevno pojačalo koje se proizvedilo od 1972. – 1979. godine. U suštini to je preslikani ali mnogo veći model Fender Twin Reverb pojačala. Opremljen je sa šest Oxford 10L6 (ili CTS 10" AlNiCo) 10" / 5,2 Ω (8 Ω pojedinačno u serijsko-paralelnom spoju) zvučnika, snage 100 W RMS-a (od 1977. model ima snagu 135W).

#### Karakteristike
| Fender Super Six Reverb | Fender Super Six Reverb                 |
| ----------------------- | --------------------------------------- |
| Elektronički krug       | - - -                                   |
| Cijevi u pojačalu       | 4 x 6L6GC                               |
| Cijevi u pretpojačalu   | 7025                                    |
| Dostupan                | kombo                                   |
| Efektivna snaga         | 100 ili 135 W                           |
| Efekti                  | reverb i tremolo                        |
| Kanali                  | - - -                                   |
| Zvučnik                 | 6 x 10", otpora 5,2Ω, model Oxford 10L6 |
| Ispravljač              | solid state                             |

## Vanjske poveznice
- [neaktivna poveznica]
- Fender Super Six Reverb na hendrixguitars.com  Arhivirana inačica izvorne stranice od 1. prosinca 2008. (Wayback Machine)